# Карпинець Іван (посол)
Іван Карпинець (нім. Karpiniec Johann) — український селянин із села Паушівки (нині село Палашівка, Чортківський район, Тернопільщина, Україна), посол до Галицького сейму 1-го скликання у 1861—1867 роках і Райхсрату Австрійської імперії у 1861—1865 роках.
Обраний у 9 окрузі Чортків — Язловець — Будзанів від IV курії, входив до «Руського клубу».

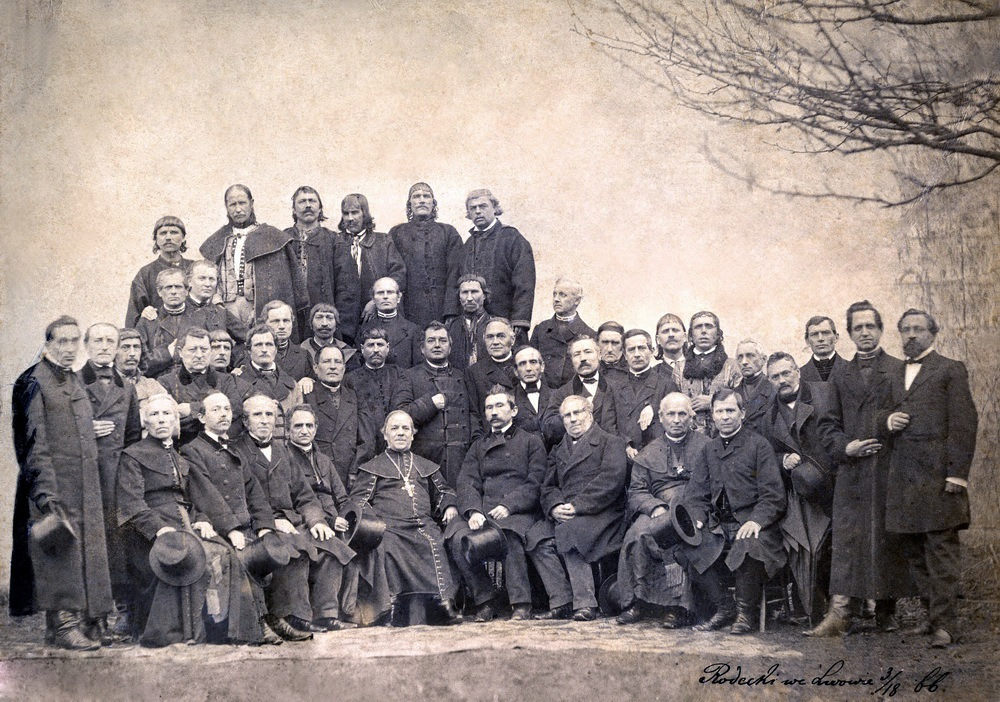
Іван Карпинець (верхній ряд, 1-й справа)

Посол першої каденції австрійського Райхсрату (1861—1865) від Сойму, представляв Чортківський округ (сільські громади судових повітів Заліщики, Тлусте, Борщів, Мельниця, Чортків, Язлівець, Буданів, Копичинці, Гусятин).